# Ford BA Falcon
La Ford BA Falcon viene introdotta nel 2002 per sostituire la precedente AU, rispetto alla quale introduce significative novità tecniche come le sospensioni a quattro ruote indipendenti per le berline, nuovi e più potenti motori e un cambio manuale a 6 rapporti. Viene eletta negli ultimi mesi del 2002 Auto dell'Anno dalla rivista Wheels e Australia's Best Car per quattro volte consecutive. Esce di produzione nel Settembre 2005 dopo essere stata venduta in 196.023 esemplari.

## Design
L'intento della Ford è quello di abbandonare il controverso stile della precedente AU per un aspetto dell'auto più europeo: il risultato è un significativo ammodernamento delle linee. Da notare l'introduzione dell'antenna radio annegata nel lunotto, che migliora la penetrazione aerodinamica del veicolo e pone fine alle rotture della precedente versione, collocata vicino al cofano motore. Per gli interni si rinuncia allo stile "New Edge" della AU Falcon per un arredamento più classico: elemento di spicco della console centrale è un display a cristalli liquidi che gestisce climatizzazione ed autoradio, mentre a richiesta (di serie sulla più lussuosa Fairmont Ghia) è disponibile un più avanzato sistema audio con un grande schermo a colori.

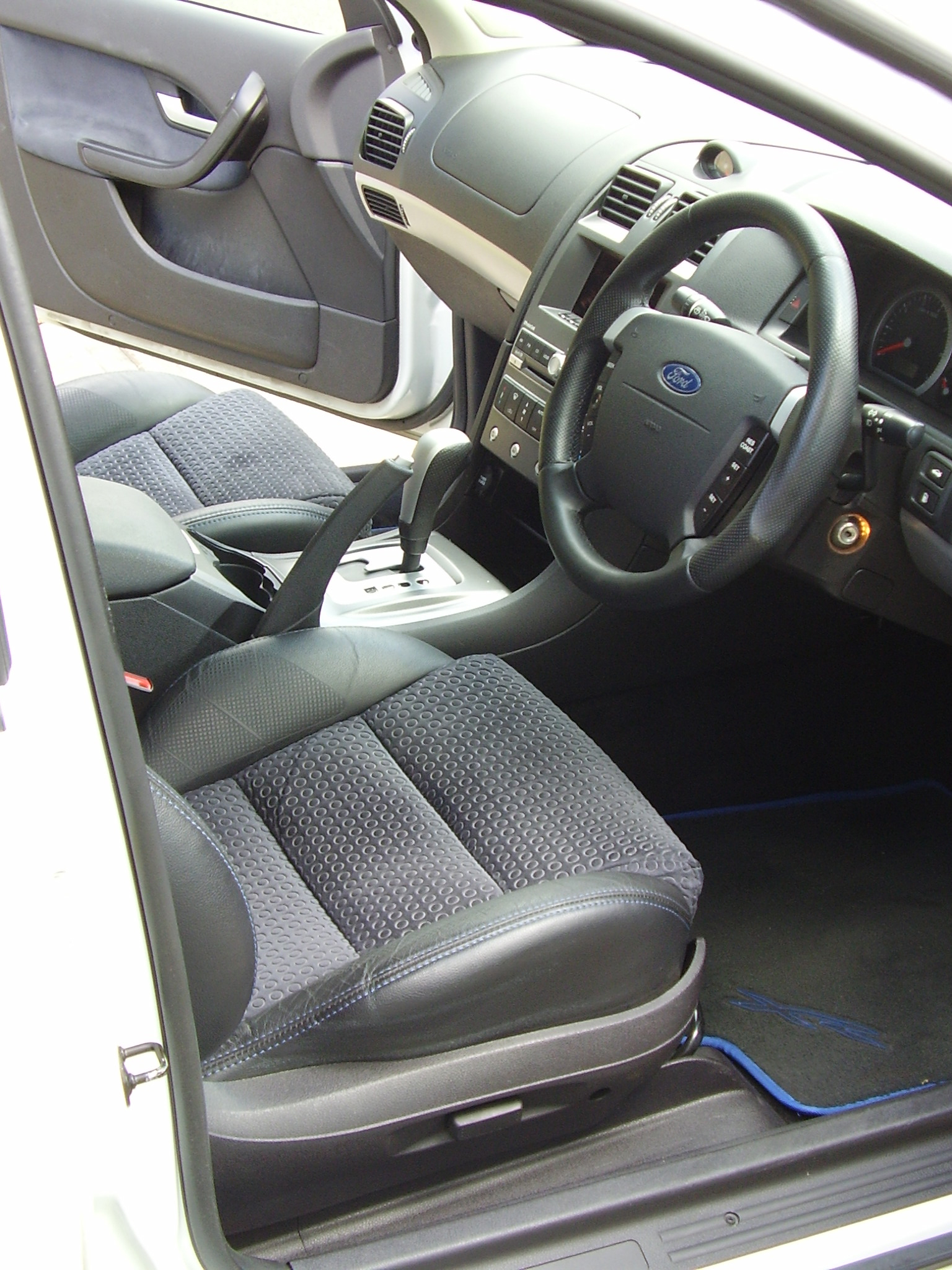
Interno di una Falcon XR8 Mark II con sistema audio avanzato e Luxury Pack

## Motori, trasmissioni e telaio
La gamma di motori consiste di unità a 6 e 8 cilindri. I 6 cilindri in linea, risalenti al primo modello del 1960, ricevono una nuova distribuzione a due alberi a camme in testa e quattro valvole per cilindro con un aumento di potenza di 33 CV rispetto al modello precedente; la versione a GPL resta invariata. Arriva anche una versione Turbo del 6 cilindri,
sovralimentata con un turbocompressore Garrett GT40. Con questa nuova generazione di Falcon va in pensione il vecchio V8 della famiglia Windsor, con distribuzione ad aste e bilancieri e 2 valvole per cilindro, e viene sostituito da un nuovo motore derivato dalla famiglia Modular ma assemblato in Australia dalla Ford Performance Vehicles, in versione con singolo albero a camme in testa e 3 valvole per cilindro (Barra) oppure bialbero con 4 valvole per cilindro (Boss). Rispetto al vecchio V8 questo nuovo motore è più silenzioso e consuma meno.
| Motore                   | Potenza | Coppia  |
| ------------------------ | ------- | ------- |
| 4.0 L Barra 182 L6       | 248 CV  | 380 Nm  |
| 4.0 L Barra 156 E-Gas L6 | 212 CV  | 372 N·m |
| 4.0 L Barra 240T L6      | 326 CV  | 450 N·m |
| 5.4 L Barra 220 V8       | 299 CV  | 470 N·m |
| 5.4 L Boss 260 V8        | 354 CV  | 500 N·m |

Le trasmissioni disponibili sono un manuale a 5 marce ed un automatico a 4 rapporti, che per la prima volta su una Falcon monta la funzione pseudo-sequenziale.
Un altro grande cambiamento della serie BA si trova nel comparto sospensioni: un nuovo sistema a 4 ruote indipendenti, denominato Control-Blade, che ha già fatto il suo debutto su Ford Focus e Jaguar X-Type, viene montato su tutte le berline al posto del precedente ponte rigido e del più costoso sistema a quadrilateri deformabili che sulla AU si poteva ottenere a richiesta. Rispetto al vecchio schema però questo nuovo sistema di sospensioni risulta essere molto più pesante ed è uno degli imputati per il consistente aumento di peso della nuova Falcon berlina (130 kg per la versione base XT). Station wagon e versioni commerciali continuano però ad utilizzare il ponte rigido con molle a balestra, senza quindi preoccupanti incrementi della massa.
Significativi passi avanti vengono fatti sul fronte sicurezza: l'ABS è di serie su tutti i modelli mentre la ripartizione elettronica della frenata lo è sulla maggior parte delle versioni. La sicurezza passiva è ottenuta grazie a due airbag frontali di serie, mentre quelli laterali sono di serie sulle lussuose Fairmont e Fairmont Ghia: l'ANCAP (Australasian New Cars Assessment Program) dà un voto di 4 stelle su 5 al crash test della Ford BA Falcon. Tutti i modelli hanno di serie l'accensione automatica dei fari.

## Allestimenti
Modello base è la Falcon XT, disponibile solo con il 6 cilindri Barra 182, mentre è optional la versione a GPL Barra 156 E-Gas. XT è l'allestimento di maggior successo, anche se la maggior parte delle unità vendute viene destinata al mercato delle flotte aziendali. Di serie offre aria condizionata, alzacristalli elettrici anteriori ed un cambio manuale a 5 marce (la Wagon è equipaggiata con l'automatico a 4 rapporti, optional sulla berlina). La Falcon XT è disponibile come berlina o Wagon.

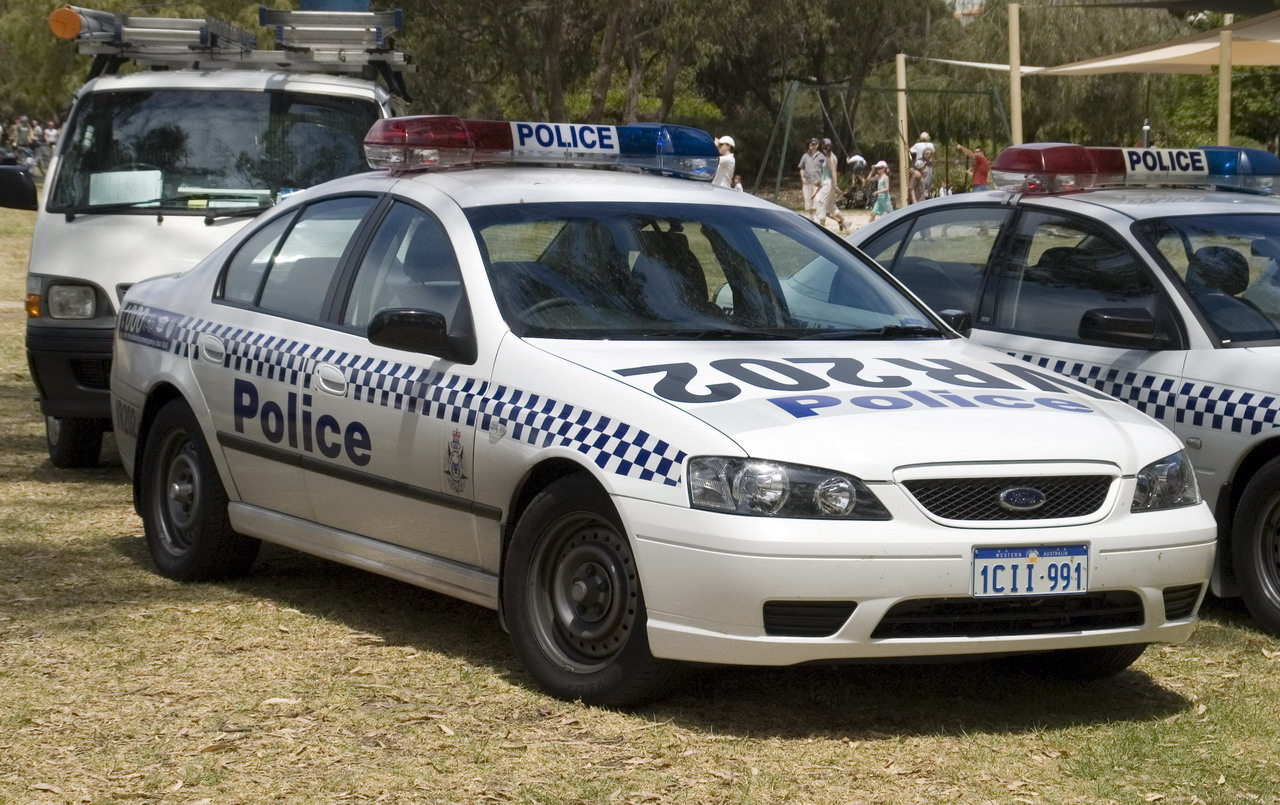
Una Falcon XT della Polizia dell'Australia Occidentale

La Futura è una versione di maggior lusso, con cerchi in lega da 16", 4 alzacristalli elettrici, cruise control, paraurti e specchietti retrovisori in tinta con la carrozzeria. A richiesta si possono ottenere con sovrapprezzo la pedaliera regolabile elettricamente e gli airbag laterali. I motori disponibili sono gli stessi della Falcon XT.
Entry-level della gamma sportiva è la Falcon XR6, che dal punto di vista meccanico è solo una versione "muscolosa" delle versioni normali, visto che il motore è sempre il Barra 182. Il cambio di serie è il manuale a 5 marce. Uno specifico bodykit la distingue dalle più potenti XR6 Turbo e XR8.

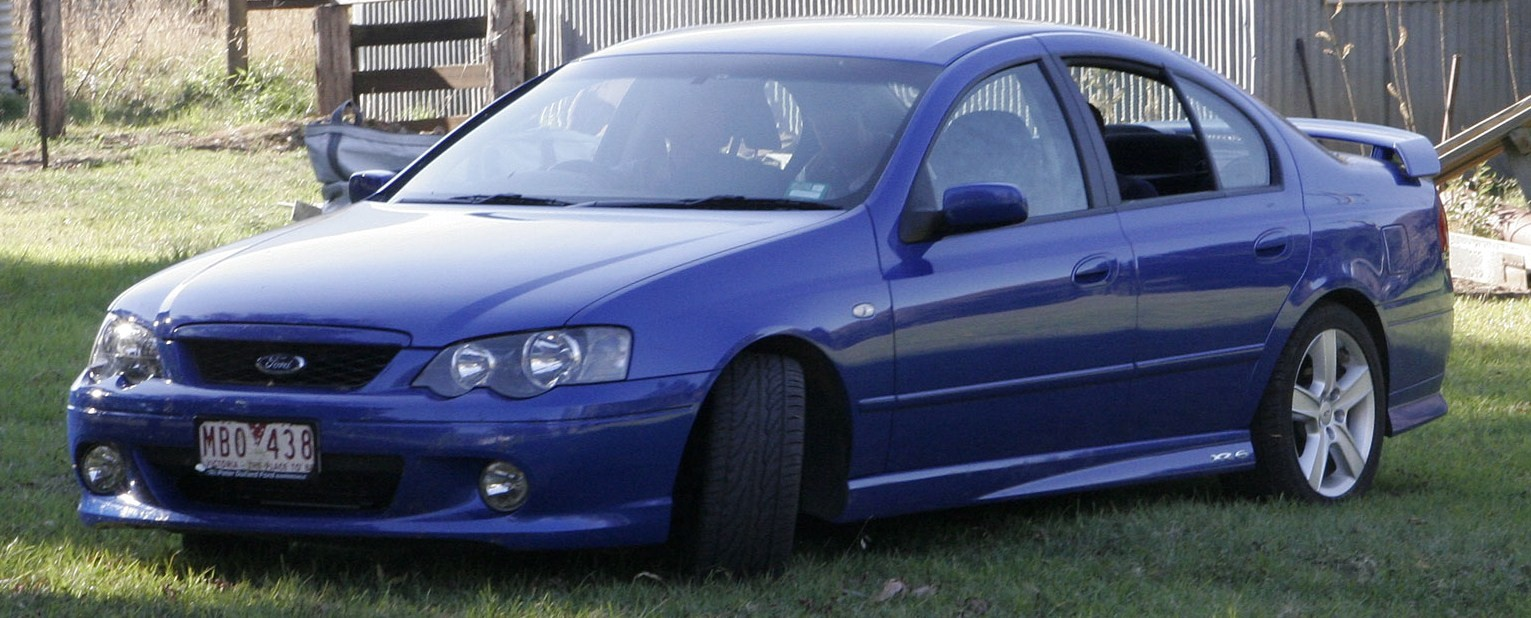
Ford BA Falcon XR6

Con la BA, si aggiunge un'altra versione sportiva alle tradizionali XR6 ed XR8, la XR6 Turbo. Come dice il nome, è una versione sovralimentata della XR6, rispetto alla quale dispone di ben 78 CV in più: esteticamente è indistinguibile dalla XR6.

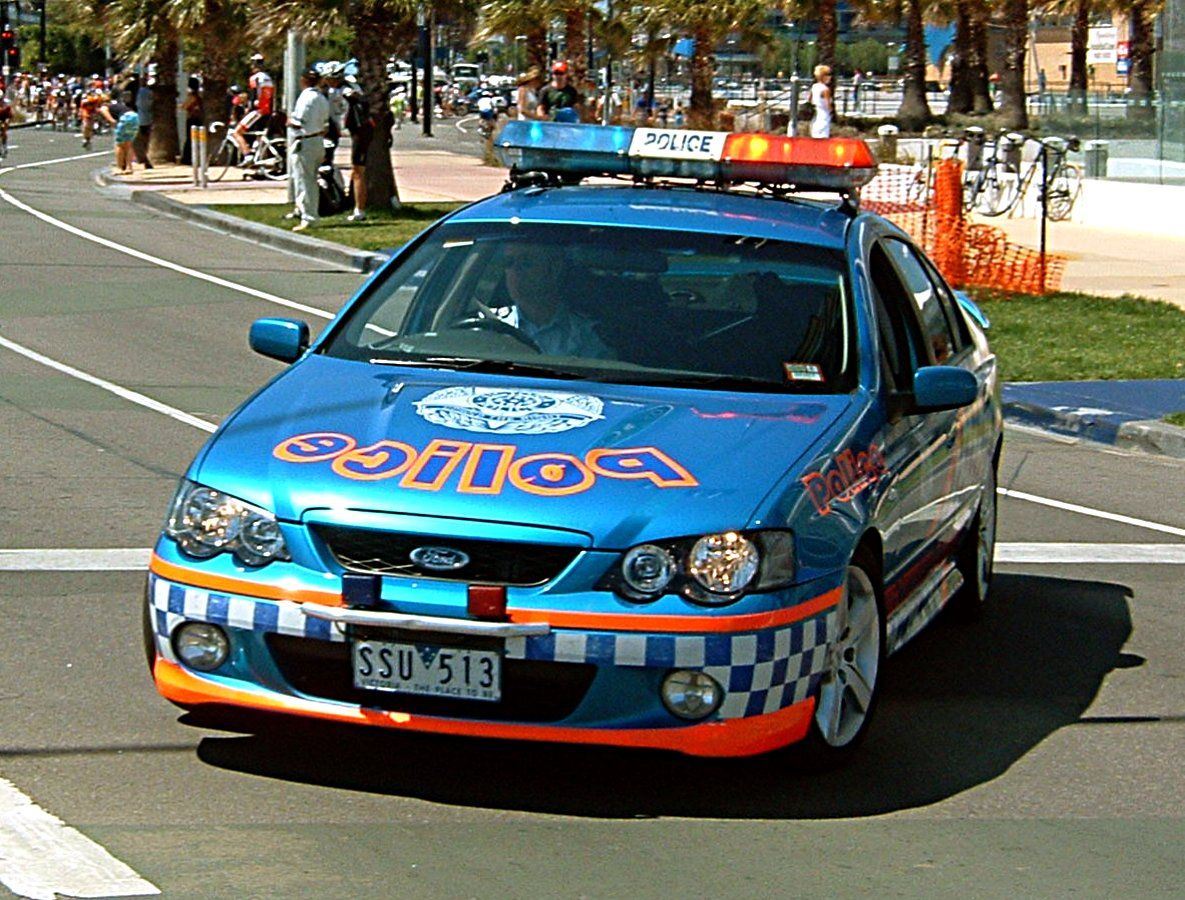
Una Falcon XR8 della Polizia Autostradale dello Stato di Victoria

Top della gamma sportiva come da tradizione è l'8 cilindri Falcon XR8: con la BA il vetusto 5.0 Windsor ad aste e bilancieri viene rimpiazzato da un nuovo V8 bialbero a 4 valvole derivato dal motore Modular americano, ma assemblato in Australia. Si caratterizza per i cerchi in lega da 18", le sospensioni tarate specificatamente per questa versione ed i sedili con la scritta "XR8".
Le due versioni di lusso della gamma Falcon, la Fairmont e la Fairmont Ghia, sono equipaggiate con il Barra 182, ma possono avere a richiesta l'E-Gas (Fairmont) oppure il V8 Barra 220. La Fairmont ha tra le sue dotazioni il controllo di trazione, clima bi-zona e rivestimenti dei sedili in velluto. La Fairmont Ghia aggiunge interni in pelle, rifiniture in radica, orologio analogico sulla console e lo schermo LCD che incorpora il sistema audio avanzato.

## Mark II

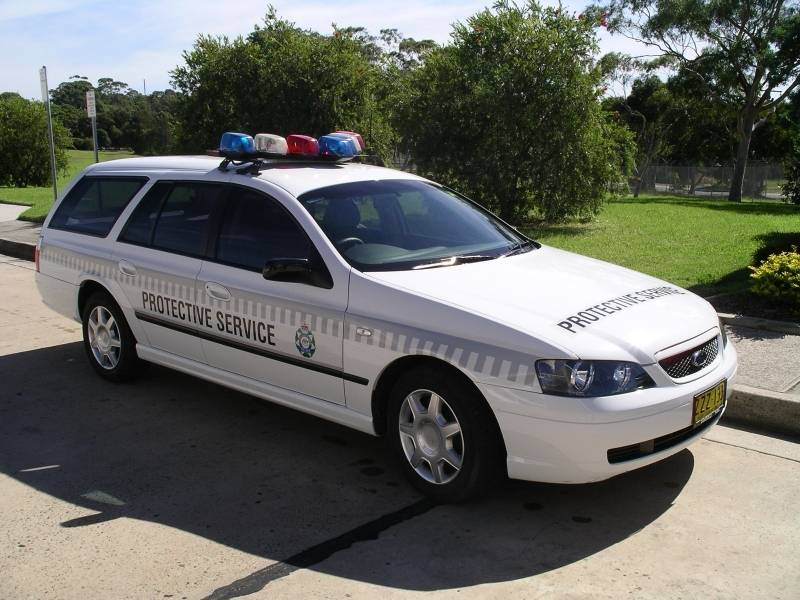
Una Falcon XT Wagon Mark II della Polizia Federale Australiana

Nell'Ottobre 2004 viene lanciato il restyling della BA, chiamato come consuetudine Mark II. Le modifiche estetiche sono leggere, mentre dal punto di vista meccanico importante è l'introduzione del cambio manuale a 6 marce Tremec T56 che sostituisce il 5 marce, che resta solo sulla Falcon XT berlina. La pedaliera regolabile elettricamente e gli airbag laterali diventano di serie sulla Futura, mentre per i modelli più lussuosi entra nella lista degli optional un sistema d'intrattenimento con DVD. La Falcon XR8 riceve un nuovo cofano motore e il sistema audio avanzato.

## Mercato
| Anno                     | Esemplari venduti |
| ------------------------ | ----------------- |
| 2002 (Ottobre–Dicembre)  | 17,500            |
| 2003 (Gennaio–Dicembre)  | 73,172            |
| 2004 (Gennaio–Dicembre)  | 65,384            |
| 2005 (Gennaio–Settembre) | 39,967            |
| Totale                   | 196,023           |

Sul mercato dell'usato questa vettura soffre di una forte svalutazione per diversi motivi: il più importante è sicuramente la messa in vendita di numerosi esemplari provenienti dalle flotte aziendali, a cui si somma il crescente prezzo del carburante; da non sottovalutare il giudizio negativo di molti australiani sull'estetica controversa del precedente modello AU, che pesa ancora sulla BA nonostante il deciso cambio di rotta sullo stile.

## FPV

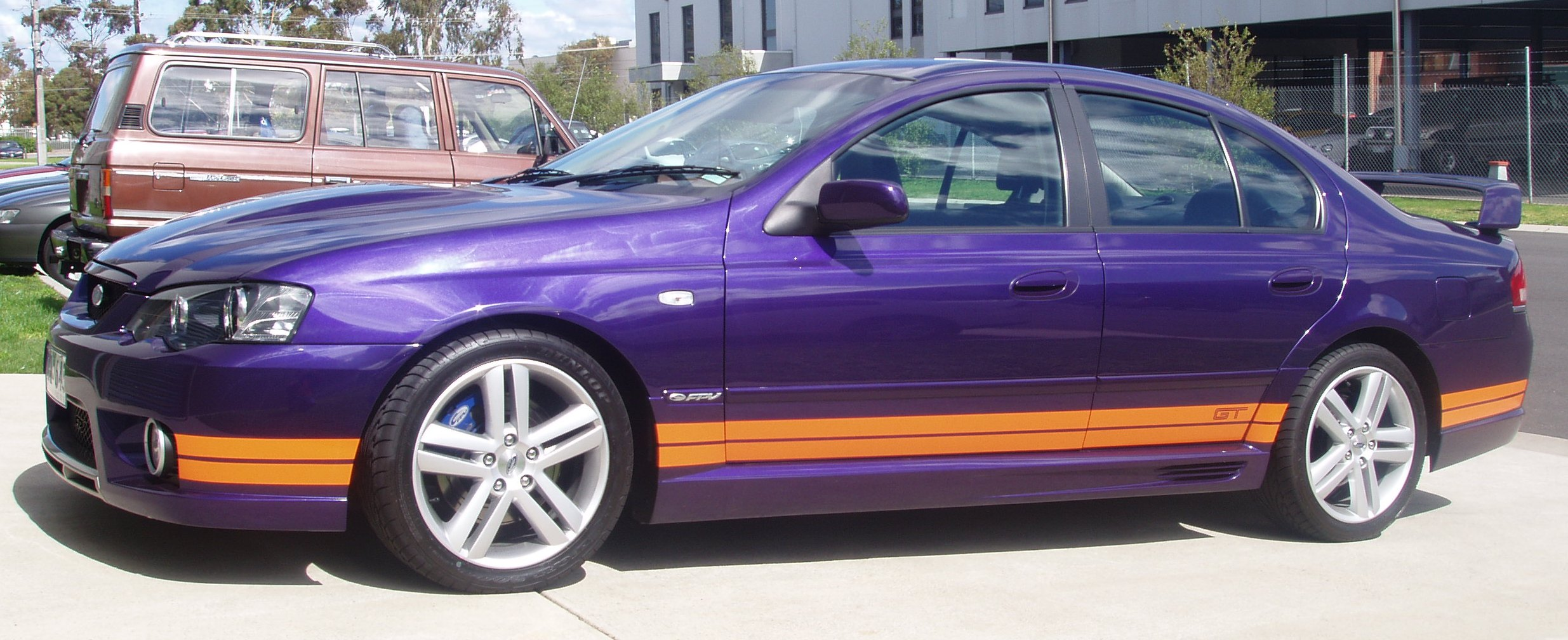
Una FPV BA GT

La Ford Performance Vehicles offre una serie di versioni elaborate basate sulle Falcon XR6 Turbo ed XR8, con carrozzeria berlina e pick-up. Il motore Boss 260 viene equipaggiato con la stessa testata della Mustang SVT Cobra R ed aumenta la propria potenza a 389 CV (Boss 290) a 5500 giri/min, con una coppia massima di 520 N·m disponibili a partire da 4500 giri/min. I modelli disponibili con questo motore si chiamano GT (berlina) e Pursuit (pick-up); esiste una versione ulteriormente elaborata della GT denominata GT-P: si riconosce dai cerchi in lega da 18" dal design unico (come anche i sedili, in pelle o tessuto), 4 airbag, climatizzatore automatico, dischi dei freni Brembo da 350 mm all'avantreno e 330 mm al retrotreno. Tutte sono equipaggiate con un cambio manuale Tremec TR3650 a 5 marce o un automatico a 4 rapporti con funzione pseudo-sequenziale (Sequential Sport Shift).
Con l'avvento del restyling Mark II alla gamma si aggiungono la F6 Typhoon (berlina) e la F6 Tornado(pick-up): sono versioni elaborate della Falcon XR6 Turbo, con i motori che raggiungono una potenza massima di 362 CV a 5250 giri/min ed una coppia massima di 550 N·m disponibili in un range che va dai 2000 fino ai 4500 giri/min. Le F6 sono equipaggiate esclusivamente con il nuovo cambio manuale a 6 rapporti Tremec T56, che sostituisce il 5 marce anche per la gamma a 8 cilindri. Per quanto riguarda queste ultime, oltre ad una nuova mappatura della centralina del motore, si aggiunge la versione Super Pursuit, cioè una Pursuit con le caratteristiche della GT-P, che in versione Mark II guadagna dei nuovi cerchi in lega da 19" a cinque razze.

## Attività sportiva

### Campionato Supercars
La Ford BA Falcon è stata impiegata sin dal 2003 per competere nel campionato australiano Supercars. Tale versione da competizione supporta un propulsore anteriore ad aspirazione naturale Windsor V8 5 litri che eroga 620 cv a 623 Nm. Tale potenza permette il raggiungimento di una velocità massima di 302 km/h. L'iniezione del carburante viene gestita da un sistema MoTeC Iniection. La sospensione anteriore adotta una configurazione a bracci trasversali con molle elicoidali, mentre quella posteriore è a quadrilatero articolato sempre con molle elicoidali. I freni sono a disco ventilati, mentre il cambio che gestisce la potenza è un
Holinger manuale a sei marce. Rispetto alla versione stradale, la Falcon V8 Supercars, grazie a vari alleggerimenti, raggiunge un peso di 1350 kg.